# Conacul Ugron din Cristuru Secuiesc

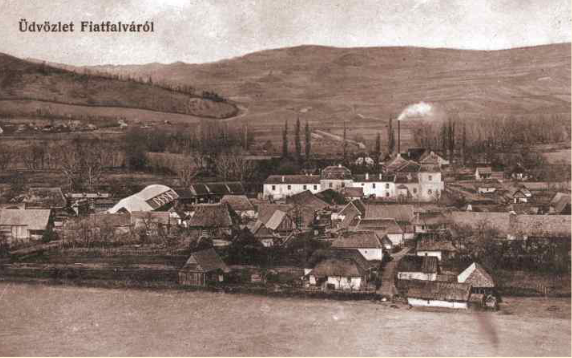
Imagine de epocă

Conacul Ugron din Cristuru Secuiesc este un monument istoric aflat pe teritoriul orașului Cristuru Secuiesc. În Repertoriul Arheologic Național, monumentul apare cu codul 83543.02.01, 83543.02.02.

## Localitatea
Filiaș (în maghiară Fiatfalva) este o localitate componentă a orașului Cristuru Secuiesc din județul Harghita, Transilvania, România. Este situată pe malul stâng al râului Târnava Mare, fiind una dintre ultimele așezări la marginea sud-vestică a județului Harghita. Alte denumiri în maghiară de-a lungul timpului au fost  Fiad, Fjad, Fiul. Prima mențiune documentară este din anul 1460, cu denumirea Fyathfalwa.

## Istoric și trăsături
Castelul Ugron se află în partea de vest a localității Filiaș, situată pe malul stâng al râului Târnava Mare.
Castelul a fost construit în mai multe etape. În anii 1500 a existat un conac aparținând familiei Geréb, care în jur de 1625 a fost modificat și extins. Clădirea și-a căpătat forma actuală în jurul anului 1820 când a fost reconstruită în stilul barocului târziu de  contele Mikó Miklós. Clădirea în forma literei L se compune din aripa principală și clădirea porții.
Partea cea mai valoroasă a clădirii este aripa principală, în special capela boltită a bastionului de colț și pivnița boltită.
Parte a monumentului istoric este și hambarul aflat în ruine, situat lângă clădire. Moștenitorii au revendicat moșia, castelul fiind vândut de aceștia în anul 2005.
Cu ocazia săpării unei gropi pentru var și a fundațiilor noilor clădiri s-a descoperit material arheologic medieval. În urma săpăturilor de salvare au fost descoperite o bucată de obsidian și fragmente ceramice din epoca arpadiană și din evul mediu tărziu și o monedă din sec. XVI-XVII. Numele satului apare pentru prima oară în 1460, iar descoperirile arheologice ulterioare confirmă existența pe acel loc a satului medieval Filiaș.

## Imagini

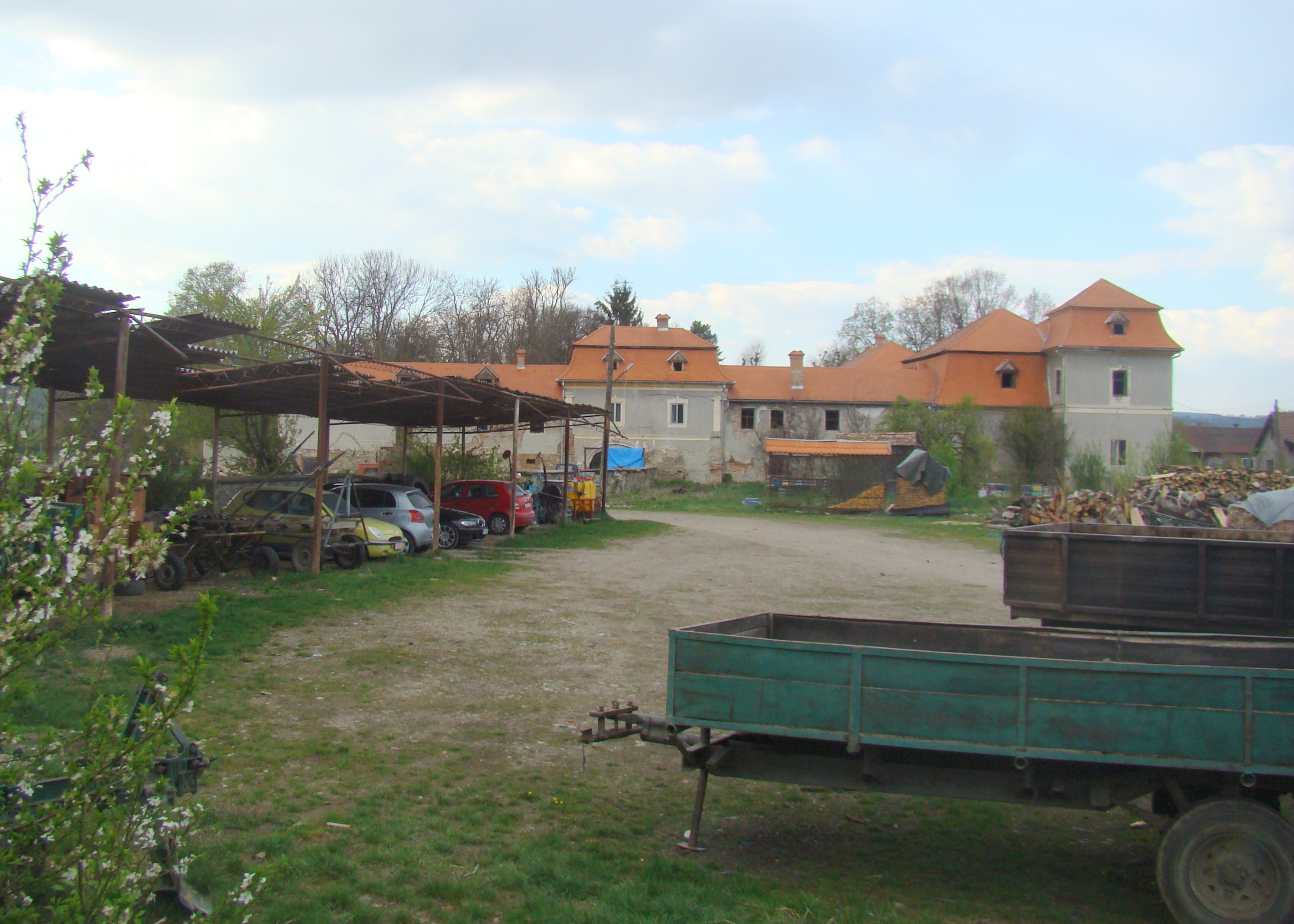
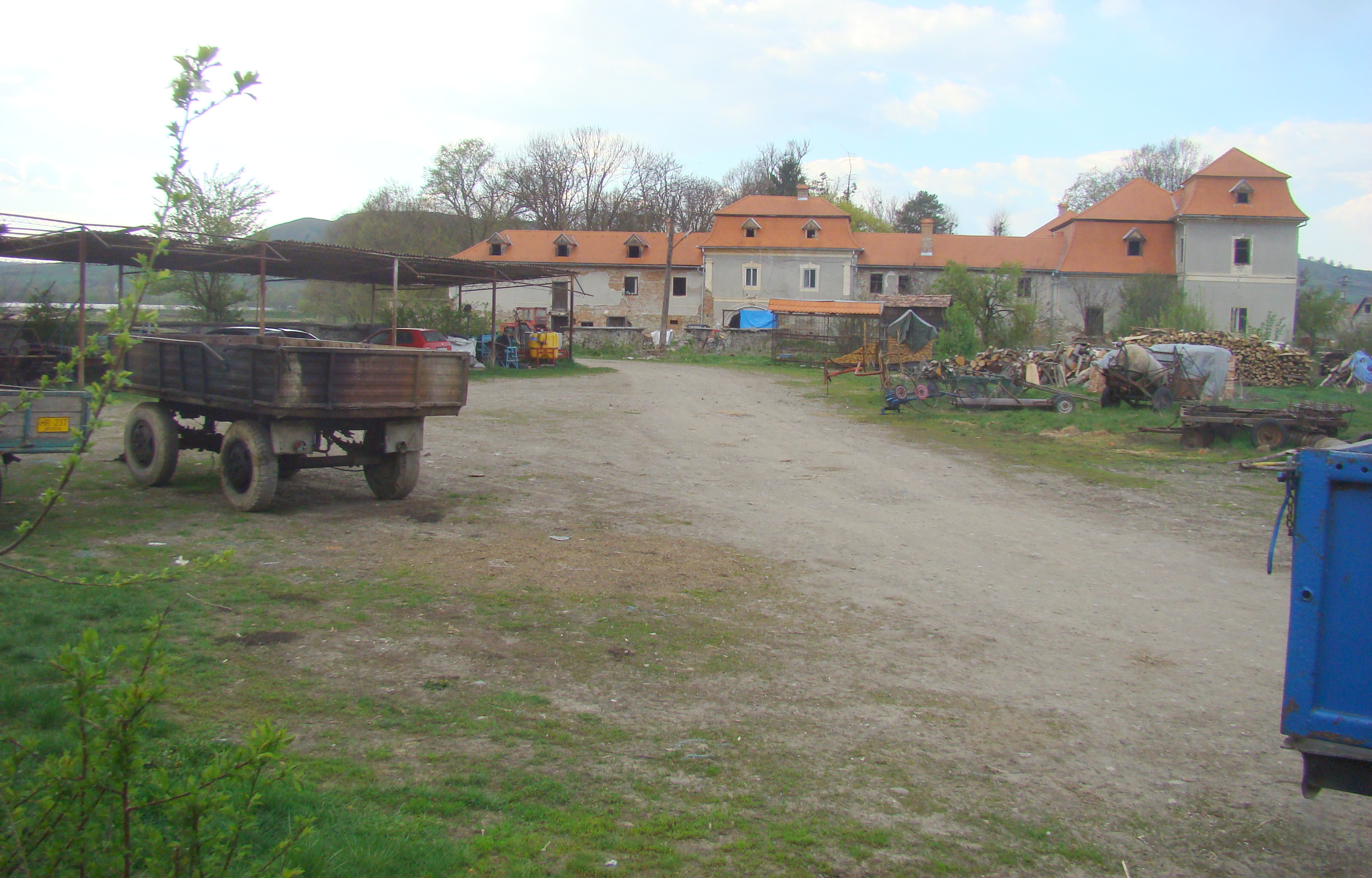
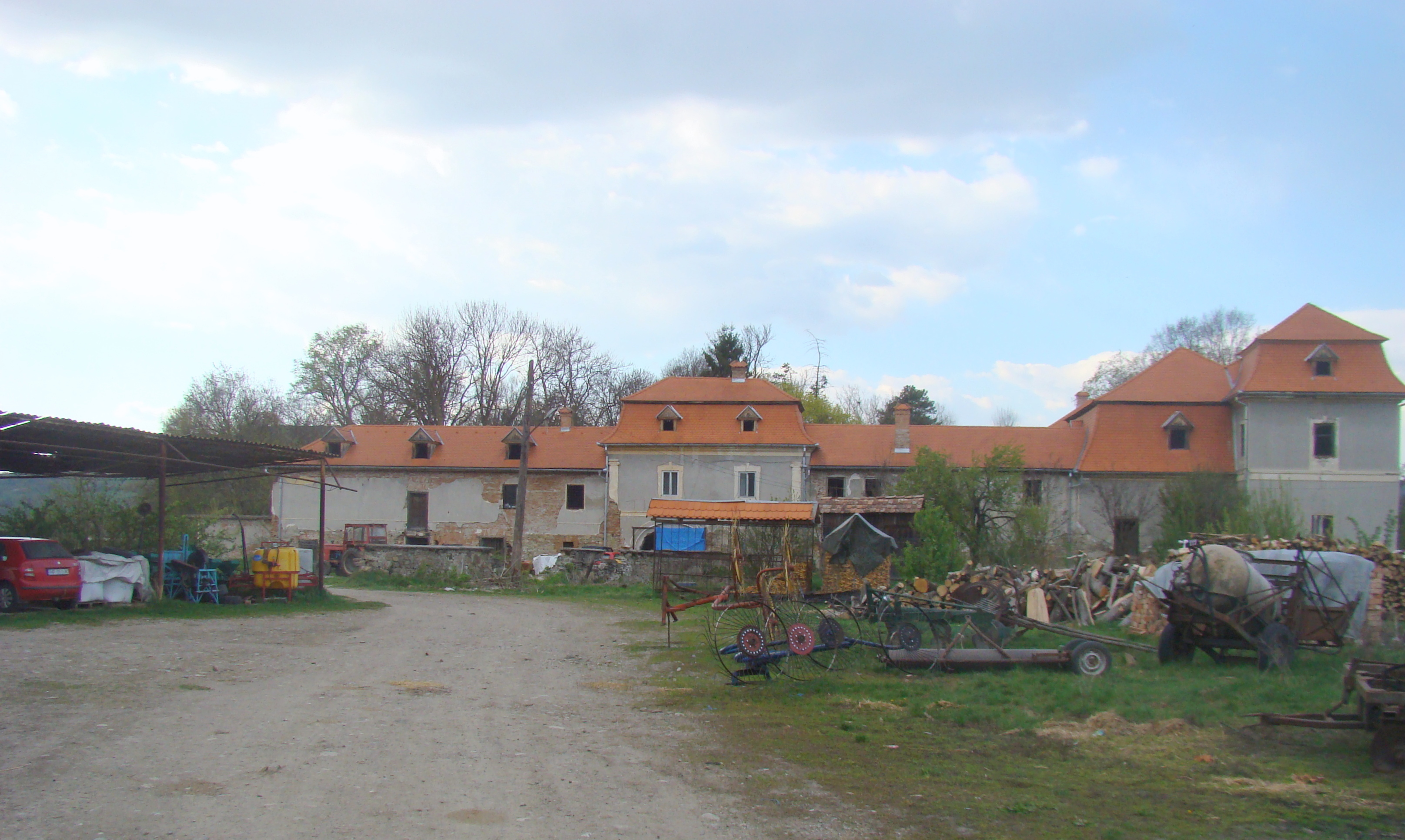